# Gemarkung Gösmes

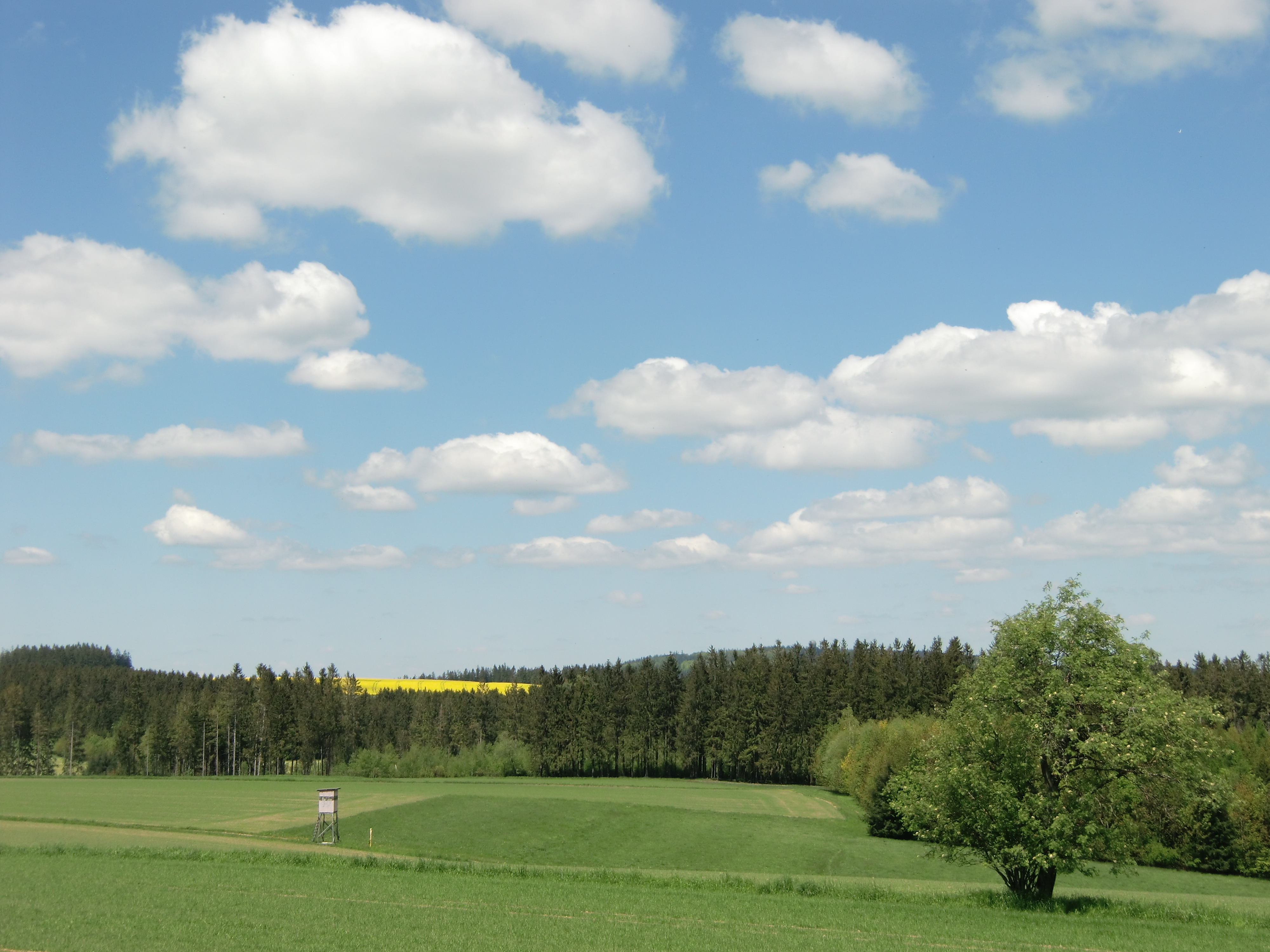
Im Nordosten der Gemarkung

Die Gemarkung Gösmes liegt vollständig auf dem Gemeindegebiet der Stadt Helmbrechts im Landkreis Hof (Oberfranken, Bayern).

## Geografie
Die Gemarkung hat eine Fläche von 2,000 km² und ist in 395 Flurstücke aufgeteilt, die eine durchschnittliche Fläche von 5063,89 m² haben. In ihr liegt der Gemeindeteil Gösmes.

### Benachbarte Gemarkungen
Die Nachbargemarkungen sind:
- Gemarkung Enchenreuth
- Gemarkung Oberweißenbach
- Gemarkung Walberngrün